# Heterostegane maculifascia
Heterostegane maculifascia là một loài bướm đêm trong họ Geometridae.